# Zonguldak
Zonguldak är en stad och administrationscenter i provinsen Zonguldak vid Svarta havets sydkust i Turkiet. Staden grundades 1849 som en hamnstad för de närliggande kolgruvorna i Ereğli.

## Klimat
Zonguldak har ett maritimt klimat med nederbörd jämnt fördelat över året. Somrarna är varma och fuktiga, och normaltemperaturen är omkring 21°C i juli och augusti. Vintrarna är kyliga och fuktiga, och normaltemperaturen är omkring 6 °C i januari och februari.
Det är förhållandevis vanligt med snö mellan december och mars, och snön ligger ofta en till två veckor.
Vattentemperaturen är som längs resten av den turkiska Svartahavskusten låg, och pendlar mellan 8° och 20°C beroende på årstid.

## Personer från Zonguldak
- Ergün Penbe - före detta fotbollsspelare
- Murat Boz - sångare och skådespelare
- Nilgün Efes - entreprenör och journalist